# Celonis
Celonis ist ein deutsches Softwareunternehmen mit Sitz in München. Das Unternehmen entwickelt Software, die es ermöglicht, sogenanntes Process-Mining zu betreiben. Hierbei werden Geschäftsprozesse digital abgebildet und auf verborgenes Prozesswissen analysiert. Process-Mining ist in verschiedenen Unternehmensbereichen wie der Beschaffung, der Kreditorenbuchhaltung, dem Vertrieb oder der Fertigung einsetzbar.

## Geschichte und Geschäftsfelder
Celonis wurde 2011 von den drei Kommilitonen Bastian Nominacher, Martin Klenk und Alexander Rinke in Forstern gegründet. Zuvor hatten die drei im Rahmen mehrerer Beratungsprojekte bei Münchens größter studentischer Unternehmensberatung („Academy Consult“) für den Bayerischen Rundfunk gemeinsam die internen Serviceprozesse der Rundfunkanstalt analysiert. Ihre Arbeit für den BR sorgte für Weiterempfehlungen an namhafte privatwirtschaftliche Unternehmen wie Siemens. Im Jahr 2014 verlegte das Unternehmen seinen Hauptsitz nach München. Im Folgejahr belegte Celonis den ersten Platz des Technology Fast 50 Award, der durch den Wirtschaftsprüfungskonzern Deloitte verliehen wird.
2019 gewann Celonis den mit 250.000 Euro dotierten Deutschen Zukunftspreis für seine Process Mining-Software, die Abweichungen von Zielvorgaben erkennt, bevor sie eintreten.
Im Oktober 2020 stellte Celonis sein Execution Management System vor. Aufbauend auf den mit Process Mining gewonnenen Erkenntnissen werden damit automatisiert bzw. teilautomatisiert Prozessineffizienzen behoben bzw. Anwender auf Verbesserungsmöglichkeiten hingewiesen.
Celonis hat mehrere Software-Patente angemeldet, darunter für die selbstentwickelte Celonis Process Query Language (PQL), die es erlaubt, komplexe Prozessabfragen auf großen Datenmengen auszuführen. Neben einer Enterprise-Version der Software wird auch kostenfreier Zugriff auf die Software angeboten. Studenten, Dozenten und Wissenschaftler erhalten für Forschung und Lehre zudem kostenfreie Lernmaterialien über das Academic-Alliance-Programm.

## Akquisitionen
2020 übernahm Celonis die tschechische Automatisierungsplattform Make.com (ehemals Integromat). Die Lösung des Startups mit Hauptsitz in Prag soll nahtlos in das Celonis-System integriert werden.
2022 übernahm Celonis das Darmstädter Software-Unternehmen Process Analytics Factory (PAF). Dessen Process Mining-Funktionen für Microsoft Power BI sollen in die Software von Celonis integriert werden.
2023 gab Celonis die Übernahme des Business Process Management-Anbieters Symbioworld bekannt. Aufgrund ihrer andauernden Beteiligungen „in geringem Umfang“ zählte Capital die Gründer Klenk, Nominacher und Rinke Anfang 2025 zu Deutschlands neuen Milliardären.

## Finanzierung
Obwohl Celonis seit seiner Gründung Gewinne schrieb und nach eigenen Angaben nicht auf auswärtige Investoren angewiesen war, erhielt das Unternehmen in den Jahren 2016, 2018 insgesamt rund 80 Millionen US-Dollar im Zuge von Investitionsrunden. In einer dritten Finanzierungsrunde 2019 konnte das Unternehmen weitere 290 Millionen US-Dollar einholen. Zu den Investoren zählt unter anderem der Risikokapitalgeber Accel Partners, der Celonis eine Bewertung von 2,5 Milliarden US-Dollar zuschrieb.
Ein seit 2016 für das Jahr 2020 angestrebter Börsengang von Celonis wurde schließlich verworfen. Dieser sei zur Liquiditätssicherung vorerst nicht notwendig.
Nach einer Finanzierungsrunde, infolge derer das Unternehmen mehr als eine Milliarde US-Dollar von Investoren erhielt, wurde Celonis im Mai 2021 mit 11,1 Milliarden bewertet. Damit wurde das Unternehmen zum ersten Start-Up aus Deutschland, dessen Marktwert mehr als 10 Milliarden US-Dollar erreichte.
Im August 2022 wurde bekannt, dass sich der katarische Staatsfonds Qatar Investment Authority an einer Erweiterung der Finanzierungsrunde vom Juni 2021 beteiligt. Im Rahmen dieser Erweiterung investierte ein Konsortium 400 Millionen US-Dollar in Celonis. Die Bewertung des Unternehmens lag damals bei rund 13 Milliarden US-Dollar.

## Kunden
Zu den Kunden von Celonis gehören unter anderem Siemens, Bayer, UBS, Vodafone, Innogy und Lanxess.